# Székelyhidas
Székelyhidas (1899-ig Hidas, románul Podeni, korábban Hidiș) falu Romániában Kolozs megyében.

## Fekvése
A falu Tordától 25 km-re délnyugatra a Rákos-patak felső folyásánál települt. Várfalvától 9 km-re délre van.

## Története
1291-ben Hydusteluk néven említik először. Már 1332-ben volt temploma, a 16. századtól fokozatosan elrománosodott. Az 1899-es névmódosításkor a község tiltakozott az új előtag ellen. 1910-ben 1612 lakosából 1581 román és 23 magyar volt.
A trianoni békeszerződésig Torda-Aranyos vármegye Felvinci járásához tartozott. 1992-ben 859-en lakták, ma is román többségű.

## Látnivalók
A település kőépítkezéséről híres, számos favázas kőháza van. Ortodox és görögkatolikus temploma van.